# Kalikajar (Kalikajar)
Kalikajar is een bestuurslaag in het regentschap Wonosobo van de provincie Midden-Java, Indonesië. Kalikajar telt 4727 inwoners (volkstelling 2010).